# 白音
白音（1939年11月—），男，蒙古族，卓索图盟喀喇沁右旗（今内蒙古自治区喀喇沁旗）人，中华人民共和国政治人物，曾任呼和浩特市人民政府市长，内蒙古自治区人大常委会副主任。